# Turza (województwo opolskie)
Turza (dodatkowa nazwa w j. niem. Thursy) – wieś w Polsce położona w województwie opolskim, w powiecie oleskim, w gminie Dobrodzień.
W latach 1975–1998 miejscowość położona była w województwie częstochowskim.
| SIMC    | Nazwa          | Rodzaj    |
| ------- | -------------- | --------- |
| 0131417 | Murków         | część wsi |
| 0131392 | Turza Kolejowa | część wsi |

## Nazwa
Nazwa pochodzi od polskiej nazwy tchórza lub wymarłego ssaka tura. Do grupy śląskich miejscowości, których nazwy wywodziły się od tchórza - "von tchorz = Iltis" zaliczył ją Heinrich Adamy. W swoim dziele o nazwach miejscowych na Śląsku wydanym w 1888 roku we Wrocławiu wymienia najwcześniejszą nazwę miejscowości w obecnej polskiej formie "Turza" podając jej znaczenie jako "Iltisort" - "Miejscowość tchórzy". Niemcy początkowo fonetycznie zgermanizowali nazwę miejscowości na "Thursi", a potem na Thursy w wyniku czego utraciła ona swoje pierwotne znaczenie.
W alfabetycznym spisie miejscowości na terenie Śląska wydanym w 1830 roku we Wrocławiu przez Johanna Knie wieś występuje pod obecnie używaną, polską nazwą Turza oraz niemiecką nazwą Thursy. W 1936 roku hitlerowska administracja III Rzeszy, chcąc zatrzeć słowiańskie pochodzenie nazwy wsi, przemianowały ją ze zgermanizowanej na nową, całkowicie niemiecką nazwę Iltenau.

## Historia
Na XIX w. pieczęci gminnej wizerunek napieczętny przedstawiał  kuźnię.